# Покинутий вмирати
«Покинутий вмирати» (англ. Left for Dead) — американсько-аргентинський фільм.

## Сюжет
Мексика, 1895 рік. У пошуках свого зниклого чоловіка Блейка, чарівна і смертоносна Клементина Темплтон виявляється в жіночій громаді войовничих повій. Як з'ясовується, куртизанки втекли з рідного міста Емнесті, в якому вони деякий час тому повбивали все населення, включаючи місцевого священика та його вагітну дружину. Після цього спраглий помсти дух проповідника почав жорстоко карати всіх випадкових гостей, одним з яких і виявився Блейк.

## У ролях
- Марія Алче — Дора
- Соледад Аросена — Кота
- Андрес Бейг — Локхард
- Джанет Барр — Мері Блек
- Хавьер Де Ла Вега — Блейк
- Аднен Хелалі — Гарретт Флаерті
- Олівер Колкер — Френкі Флаерті
- Бред Крупсоу — Коннер Флаерті
- Вікторія Мауретте — Клементина Темплтон
- Маріана Селігманн — Мішель Блек